# Vilniusi nemzetközi repülőtér
A Vilniusi nemzetközi repülőtér (IATA: VNO, ICAO: EYVI) Litvánia fővárosának, Vilniusnak a nemzetközi repülőtere. A városközponttól körülbelül 5,9 kilométerre délre található. Az ország három, utasok által is használt repülőtere közül a legforgalmasabb. Éves utasforgalma 3 915 960 fő (2022). A repülőtér az airBaltic, a Ryanair és a Wizz Air bázisaként is szolgál. A repülőteret egy Közlekedési és Hírközlési Minisztérium alá tartozó, állami tulajdonú vállalat üzemelteti.

## Története

### Kezdeti évek
A repülőtér 1932. augusztus 17-én kezdte meg működését, Wilno-Porubanek néven. Porubanek egy szomszédos település neve volt, amely napjainkban Vilnius Kirtimiai kerületének a része. A második világháború előtt, abban az időben belföldi (Vilnius-Varsó) és nemzetközi járatok is indultak a repülőtérről Rigába. 1937-ben a LOT megnyitotta Budapest-Krakkó-Varsó-Vilnius-Riga-Tallinn-Helsinki járatát. 1939. szeptember 1-jétől az út Vilnius helyett Kaunast érintette volna, viszont a világháború kitörése miatt ez nem valósult meg. 1939. április 15-én új járatot indítottak Kaunasba. A második világháború alatt katonai légibázisként használták. A repülőtér 1944. július 17-től polgári repülőtérként működött tovább.

## Futópályák
A repülőtér futópályái:
- 01/19 (2515 m, aszfaltbeton)

## Forgalom
Az utasforgalom az elmúlt években az alábbi módon változott:
| Utasok száma | 177 000 | 248 520 | 370 537 | 480 708 | 719 850 | 1 717 222 | 1 712 467 | 2 942 670 | 4 922 949 | 3 915 960 |
|              | 1965    | 1992    | 1996    | 1999    | 2003    | 2007      | 2011      | 2014      | 2018      | 2022      |

## Légitársaságok és úticélok
2023-ban a Vilniusi nemzetközi repülőtérről az alábbi járatok indulnak:

### Személy
A következő légitársaságok üzemeltetnek rendszeres menetrend szerinti és charterjáratokat a Vilniusi repülőtérről:
| Légitársaság                  | Célállomások |
| ----------------------------- | --- |
| airBaltic                     | Amszterdam, Hamburg (resumes2023 május 1-től), München, Párizs-Charles de Gaulle repülőtér, Riga, Tallinn Szezonális: Berlin, Dubrovnik, Heraklion (2023 május 4-től), Málaga (2023 május 2-től), Nizza (2023 május 3-tól), Palma de Mallorca (2023 május 2-től) |
| Austrian Airlines             | Szezonális: Bécs |
| Avion Express                 | Szezonális charter: Antalya, Barcelona, Burgas, Catania, Enfidha, Faro, Gazipaşa, Heraklion, Hurghada, Lamezia Terme, Funchal, Málaga, Rhodes, Sharm El Sheikh, Tenerife–South, Tivat, Varna                                                                     |
| Brüsszel Airlines             | Szezonális: Brüsszel |
| Enter Air                     | Szezonális charter: Funchal |
| Finnair                       | Helsinki |
| Freebird Airlines             | Szezonális charter: Antalya |
| GetJet Airlines               | Szezonális charter: Antalya, Batumi, Bodrum, Burgas, Gazipaşa, Heraklion, Hurghada, Palma de Mallorca, Sharm El Sheikh, Varna |
| LOT                           | London–City, Varsó–Chopin |
| Lufthansa                     | Frankfurt |
| Norwegian                     | Oslo, Stockholm–Arlanda |
| Ryanair                       | Barcelona, Beauvais, Bergamo, Berlin, Billund, Bremen, Dublin, Eindhoven, London–Luton, London–Stansted, Malta, Nuremberg, Oslo, Róma–Fiumicino, Tel Aviv, Treviso, Turin, Bécs Szezonális: Athens, Corfu, Hahn, Varna (2023 június 3-tól)                       |
| Scandinavian Airlines         | Copenhagen, Stockholm–Arlanda |
| Smartwings                    | Szezonális charter: Marsa Alam, Tirana |
| SkyUp                         | Szezonális charter: Antalya, Hurghada, Sharm El Sheikh |
| SunExpress                    | Szezonális charter: Antalya |
| Swiss International Air Lines | Zürich |
| Turkish Airlines              | Istanbul Szezonális charter: Antalya |
| Wizz Air                      | Barcelona, Beauvais, Dortmund, Eindhoven, Kutaisi, Larnaca, London–Luton, Málaga (2023 július 10-től), Milan–Malpensa, Reykjavik–Keflavik, Róma–Fiumicino, Sandefjord, Tel Aviv Szezonális: Grenoble, Nizza, Split                                               |

### Cargo
| Légitársaság  | Célállomások        |
| ------------- | ------------------- |
| DHL Aviation  | Leipzig/Halle, Riga |
| Turkish Cargo | Istanbul, Prága     |